# Австралийская плита
Австралийская плита — литосферная плита, состоит из континента Австралия и окружающего его океана, простирается на северо-западе до границы с Индостанской плитой и прилегающих вод. Недавние исследования предполагают, что Индо-Австралийская плита может находиться в процессе разлома на две отдельные плиты под действием напряжения, вызванного столкновением Индо-Австралийской плиты с Евразийской вдоль Гималаев. Эти две субплиты обычно называют Индостанской и Австралийской плитами.

## Географическое пространство
Австралия, Новая Гвинея и Тасмания, Новая Зеландия и Новая Каледония — части древнего суперконтинента Гондвана. Спрединг разделил эти суши друг от друга, но поскольку разделённые центры оставались пассивными, то они слились в одну плиту.
Недавние GPS-измерения в Австралии подтверждают движение плиты как 35 градусов к востоку с севера. Скорость движения плиты весьма высока для материковой плиты — около 7 см в год, во время землетрясений возможны сдвиги породы в разломах на Индо-Австралийской плите на 35-40 метров относительно друг друга. Такое же направление, движение и скорость в Окленде, островах Рождества и южной Индии. Небольшие изменения направления в Окленде, вероятно, возникают от небольшой деформации плиты в том месте, где она сжимается плитой Тихого океана.
Юго-восточная часть сложная, но по большей части имеет конвергентную границу с Тихоокеанской плитой. Тихоокеанская плита, погружаясь под Австралийскую плиту, формирует Тонга, Жёлоб Кермадек, и параллельную Тонга и Кермадеку островную дугу. Она также поднимает восточную часть Северного острова Новой Зеландии.
Континент Зеландия, отделённый от Австралии 85 миллионов лет назад и простирающийся от Новой Каледонии на севере до Новозеландских субантарктических островов на юге, сейчас разрывается вдоль трансформного Альпийского разлома.